# Herman D. Stein
Herman David Stein (* 1917 in New York City; † 2. Oktober 2009 in Shaker Heights, Cleveland Ohio) war ein US-amerikanischer Sozialwissenschaftler.

## Biografie
Herman Stein entstammte einer jüdischen Familie aus New York City und verbrachte seine Schulferien oft in den berühmten Borscht Belts in den Catskill Mountains, wo er zusammen mit Danny Kaye Theaterstücke aufführte. Da seine Verlobte jedoch keinen Schauspieler heiraten wollte, entschloss er sich, wie sein Bruder Joseph Stein Sozialwissenschaften zu studieren. Allerdings entdeckte Joseph Stein später seine Vorliebe für das Theater und war unter anderem Autor des Musicals "Anatevka" und anderer Musicals.
Herman Stein begann 1935 ein Studium am Jüdisch-Theologischen Seminar (Jewish Theological Seminary), das er 1939 mit einem Bachelor of Science (B.Sc.) in Sozialwissenschaften abschloss. Anschließend absolvierte er ein Postgraduiertenstudium an der Fakultät für Sozialarbeit der Columbia University, an der er 1941 einen Master of Science (M.Sc.) erwarb. Danach war er für den Jüdischen Familiendienst (Jewish Family Service) in New York tätig.
Im Anschluss war er Mitarbeiter an der Columbia University und zwischenzeitlich für drei Jahre beim Amerikanisch-jüdischen Austauschkomitee (Joint Distribution Committee) in Paris, wo er Ende der 1940er Jahre als Wohlfahrtsdirektor soziale Programme für Überlebende des Holocaust und andere Kriegsflüchtlinge in Europa organisierte. In dieser Zeit war er auch an der Gründung der Paul-Baerwald-Schule für Sozialarbeit in Versailles beteiligt.
Nachdem er 1958 einen Doktortitel in Sozialarbeit erhalten hatte, wurde er 1959 Direktor des Forschungszentrums für Sozialarbeit an der Columbia University. Während dieser Zeit war er auch Mitarbeiter der Planungskommission von Tanganjika, das im Dezember 1961 seine Unabhängigkeit erhalten hatte. Daneben war er zeitweise Berater des Exekutivdirektors der UNICEF, Maurice Pate.
1964 wechselte er an die Case Western Reserve University (CWRU) in Cleveland, wo er zum Dekan der Schule für Angewandte Sozialwissenschaften berufen wurde. 1969 wurde er zunächst Provost der CWRU und hatte als solcher maßgeblich Anteil daran, dass während  der Studentenproteste gegen den Vietnamkrieg die Ruhe und Ordnung auf dem Campus der Hochschule bewahrt wurde. Zu dieser Zeit wurde er auch von Carl Stokes, dem Bürgermeister von Cleveland, zum Vorsitzenden einer Kommission berufen, die sich mit der Armut in der Stadt und der Krise der Wohlfahrt beschäftigte.
Stein wurde 1970 zum Präsidenten der CWRU ernannt. 1972 wurde er schließlich dort zum Universitätsprofessor berufen, dem höchsten Amt, das die Universitätsfakultäten verleihen können. Diese Ernennung ermöglichte ihm ohne Einschränkungen zu lehren und zu forschen. Zu Beginn der 1970er Jahre war er auch wieder als Berater der UNICEF tätig und leitete für diese soziale Wohlfahrtsmissionen in mehr als 25 Ländern der Dritten Welt.
1990 trat er als Hochschullehrer in den Ruhestand.
Zeitweise war er auch Präsident der Internationalen Vereinigung der Schulen für Sozialarbeit und des Rates für die Unterrichtung in Sozialarbeit in den USA und Kanada.
Für seine Verdienste in der Sozialarbeit wurde er als zweiter US-Amerikaner mit dem "René-Sand-Preis", der höchsten Auszeichnung des Internationalen Rates für Soziale Wohlfahrt, geehrt. 1998 wurde er in die Ehrenhalle der Fakultät für Sozialarbeit der Columbia University aufgenommen.